# Ubisoft Leamington
Ubisoft Leamington (раніше відома як FreeStyleGames Limited) — британський розробник відеоігор і дочірня студія Ubisoft, що базується в Лімінгтон-Спа. Заснована в листопаді 2002 року шістьма ветеранами індустрії, які раніше працювали в Codemasters і Rare, студія була куплена Activision у вересні 2008 року. У січні 2017 року Ubisoft викупила студію у Activision і перейменувала її на Ubisoft Leamington. Ubisoft Leamington працює над AAA-іграми, в першу чергу над франшизою Tom Clancy's The Division, у тісній співпраці з сестринською студією Ubisoft Reflections, оскільки обидві студії виступають в якості підтримки головного розробника.

## Історія

### Ранні роки (2002-2008)
FreeStyleGames була заснована 29 листопада 2002 року Алексом Дарбі, Девідом Осборном, Філом Гіндлом і Джеймі Джексоном, колишніми співробітниками Codemasters, та Алексом Зоро і Джонні Амброузом, колишніми співробітниками Rare.
Їхня перша гра, B-Boy, гра про змагальний брейкданс, була опублікована і розповсюджена Sony Computer Entertainment Europe в Європі в 2006 році, а також опублікована Evolved Games і розповсюджена SouthPeak Games в Північній Америці в 2008 році. У B-Boy беруть участь Crazy Legs з Rock Steady Crew, а також багато інших відомих бі-боїв з усього світу. Гра отримала нагороду IGN «Best of E3 2006» за «Найкращу музичну гру для PSP».

### Як частина Activision (2008-2017)
12 вересня 2008 року FreeStyleGames була придбана компанією Activision за нерозголошену суму після періоду комерційної співпраці, що включала переважно локалізацію завантажуваного контенту для серії ігор Guitar Hero.
Першою грою, яку компанія розробила під керівництвом Activision, стала DJ Hero (2009), спін-офф серії Guitar Hero, в якій гравці використовували контролер на основі вертушки, щоб імітувати дії диск-жокея у численних піснях. Гра була визнана успішною, і наступного року вони завершили роботу над DJ Hero 2, хоча на той час жанр ритм-ігор страждав від надлишку релізів і перебував у занепаді, і Activision вирішила припинити подальше виробництво будь-яких ігор серії Guitar Hero. За цей час компанія була змушена звільнити частину співробітників, але все ще залишалася фінансово життєздатною завдяки успіху Sing Party (2012). Коли розробка Sing Party завершувалася, Activision звернулася до FreeStyleGames з проханням розглянути можливість перезапуску франшизи Guitar Hero. FreeStyleGames розробили новий гітарний контролер, нетиповий для тих, що були створені до цього моменту, і розробили інший підхід до представлення гри гравцям через повноцінне відео з перспективою від першої особи. Кульмінацією цієї роботи стала Guitar Hero Live (2015), перша нова гра Guitar Hero для восьмого покоління ігрових систем.
Незважаючи на те, що Guitar Hero Live отримала схвальні відгуки критиків, вона не змогла досягти значних продажів, не справдивши прогнозів Activision. 1 квітня 2016 року було оголошено, що близько 50 співробітників було звільнено в рамках кадрових перестановок в Activision. Засновники Джексон і Осборн вирішили покинути студію, розчаровані тим, як ставляться до студій-розробників, коли ігри не є фінансово успішними, і разом з двома звільненими співробітниками, Джонатаном Напіром і Гаретом Моррісоном, заснували нову студію, Slingshot Cartel. Ця студія передбачає, що розробка ігор стане процесом, більш схожим на кінематографічний - те, що студії довелося зробити під час розробки Guitar Hero Live, що, на їхню думку, може краще впорядкувати процес і зменшити витрати на виробництво ігор.

### Як Ubisoft Leamington (з 2017)
18 січня 2017 року французький видавець Ubisoft придбав студію у Activisionі перейменував її на Ubisoft Leamington, посилаючись на місце розташування у курортному містечку Leamington Spa. З новим власником Ubisoft Leamington працюватиме над AAA іграми у тісній співпраці зі сестринською студією Ubisoft Reflections, що базується у Ньюкаслі-на-Тайні.

## Розроблені відеоігри
| Рік  | Назва                          | Платформа                                                          |
| ---- | ------------------------------ | ------------------------------------------------------------------ |
| 2006 | B-Boy                          | PlayStation 2, PlayStation Portable                                |
| 2007 | Buzz! Junior: Monster Rumble   | PlayStation 2                                                      |
| 2007 | Buzz! Junior: Robo Jam         | PlayStation 2                                                      |
| 2009 | DJ Hero                        | PlayStation 2, PlayStation 3, Wii, Xbox 360                        |
| 2010 | DJ Hero 2                      | PlayStation 3, Wii, Xbox 360                                       |
| 2012 | Sing Party                     | Wii U                                                              |
| 2015 | Guitar Hero Live               | iOS, PlayStation 3, PlayStation 4, tvOS, Wii U, Xbox 360, Xbox One |
| 2015 | Skylanders: Battlecast         | Android, iOS                                                       |
| 2016 | Call of Duty Online            | Microsoft Windows                                                  |
| 2016 | Call of Duty: Infinite Warfare | PlayStation 4, Xbox One                                            |
| 2017 | Tom Clancy's The Division      | PlayStation 4, Xbox One                                            |
| 2019 | Far Cry 5                      | Microsoft Windows, PlayStation 4, Xbox One                         |
| 2019 | Starlink: Battle for Atlas     | Nintendo Switch, PlayStation 4, Xbox One                           |
| 2019 | Tom Clancy's The Division 2    | Microsoft Windows, PlayStation 4, Xbox One                         |
| 2023 | Avatar: Frontiers of Pandora   | PlayStation 5, Xbox Series X                                       |
| 2023 | Assassin's Creed Nexus VR      | Oculus Quest 2                                                     |